# Il gatto selvaggio
Pour plus de détails, voir Fiche technique et Distribution.
Il gatto selvaggio est un film dramatique italien réalisé par Andrea Frezza (it) et sorti en 1969.

## Fiche technique
- Titre original italien : Il gatto selvaggio[1]
- Réalisation : Andrea Frezza (it)
- Scenario : Andrea Frezza (it)
- Photographie :	Angelo Bevilacqua
- Montage : Mario Morra
- Musique : Benedetto Ghiglia
- Décors : Napoleone Bizzarri
- Société de production : XXI Marzo Cinematografica
- Pays de production :  Italie
- Langue originale : Italien
- Format : Noir et blanc - Son mono - 35 mm
- Durée : 77 minutes
- Genre : Drame politique
- Dates de sortie :
  - Suisse : 2 octobre 1968 (Festival du film de Locarno)
  - Italie : 27 mai 1969

## Distribution
- Carlo Cecchi : Marco
- Juliette Mayniel : Juliette
- Pier Paolo Capponi
- Gabriella Mulachiè
- Francesca Benedetti
- Angelica Ippolito
- Elisa Kadigia Bove
- Pier Annibale Danovi
- Pier Luigi D'Orazio
- Giancarlo Bonuglia
- Francesco Fabrini
- Ferruccio De Ceresa

## Analyse
Film typique de 1968, il est réalisé dans un style elliptique par l'auteur, qui établit une thèse politique sur le lien entre violence et révolution. Le générique d'ouverture présente l'un des clichés les plus célèbres de la guerre du Viêt Nam : l'exécution sommaire d'un Viet Cong d'un coup de revolver à la tête par le chef de la police de Saïgon. Le film de Frezza peut être rattaché à un courant politiquement engagé qui a produit cette année-là des œuvres telles que Les Damnés de la Terre de Valentino Orsini, L'Alibi d'Adolfo Celi, Vittorio Gassman et Luciano Lucignani, Capricci de Carmelo Bene, Les Damnés de Luchino Visconti, Dillinger est mort de Marco Ferreri, Porcherie de Pier Paolo Pasolini, Queimada de Gillo Pontecorvo, Sierra Maestra d'Ansano Giannarelli, Sous le signe du scorpion des frères Taviani et Journal d'une schizophrène de Nelo Risi.